# Geconjugeerd vaccin

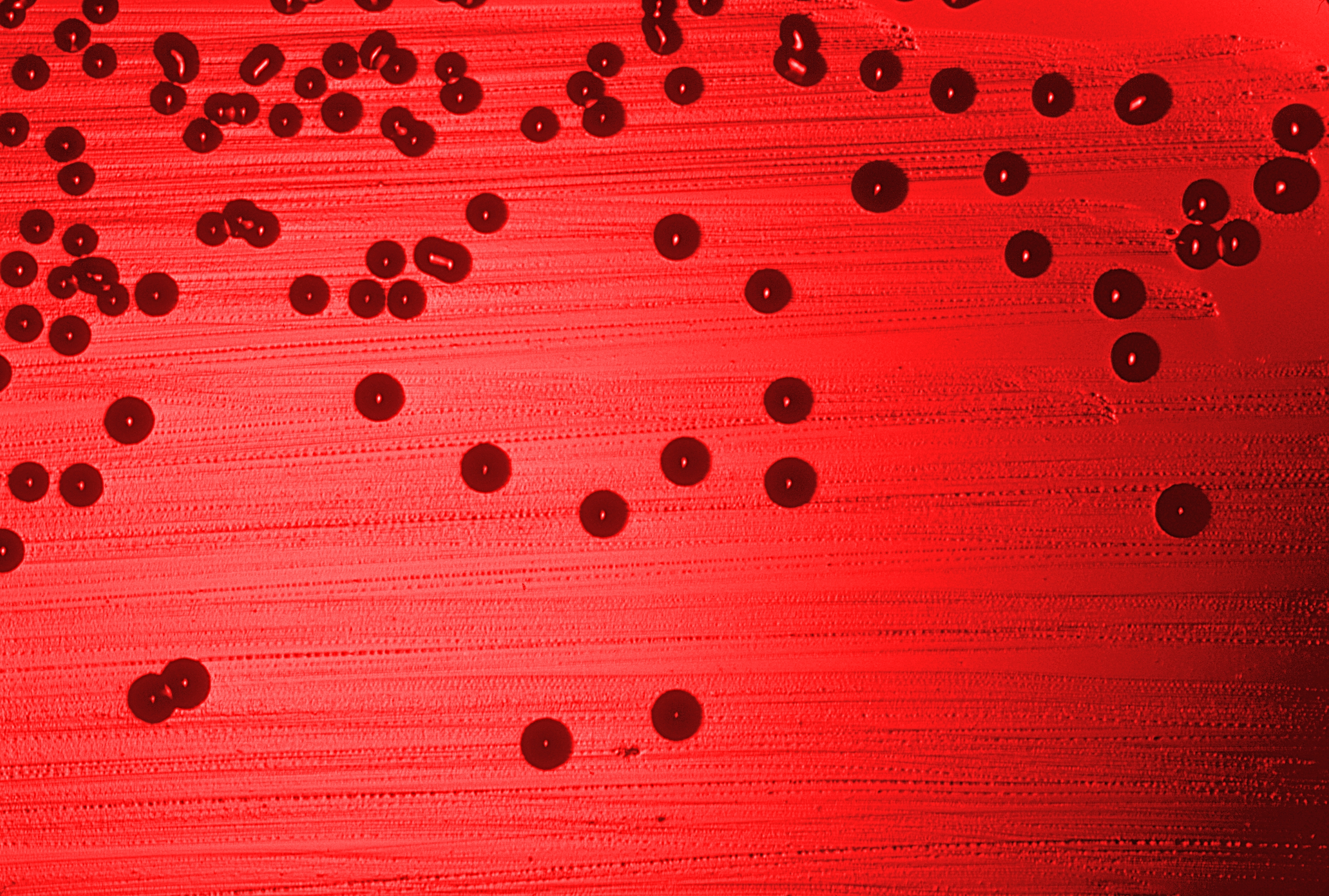
Geconjugeerde vaccins zijn effectief tegen bacteriën met een polysacharide-kapsel, zoals Haemophilus influenzae

Een geconjugeerd vaccin is een type vaccin dat een zwak antigeen combineert met een sterk antigeen als drager, zodat het immuunsysteem sterker reageert op het zwakke antigeen.

## Voordelen
Het vaccin leert het immuunsysteem van baby's bepaalde bacteriën te herkennen.

## Voorbeelden
- Vaccins tegen Haemophilus influenzae type b
- Vaccins tegen pneumokokken